# Breutelia inclinata
Breutelia inclinata là một loài rêu trong họ Bartramiaceae. Loài này được Hampe & Lorentz A. Jaeger mô tả khoa học đầu tiên năm 1875.